# Uno per tutte/Sull'acqua
Uno per tutte/Sull'acqua è un singolo di Emilio Pericoli pubblicato dalla Ricordi nel 1964.

## I brani

### Uno per tutte
Uno per tutte, presente sul lato A del singolo, è il brano presentato al Festival di Sanremo 1963 nell'interpretazione dell'artista in doppia esecuzione con Tony Renis. Il testo è del duo Mogol-Testa, mentre la musica è dello stesso Renis.

### Sull'acqua
Sull'acqua, presente sul lato B del singolo, è il brano scritto da Ernie Maresca e composto da Luigi Pagano.

## Tracce
1. Uno per tutte (Festival di Sanremo 1963) – 2:45 (testo: Mogol-Testa – musica: Tony Renis)
2. Sull'acqua – 3:47 (testo: Ernie Maresca – musica: Luigi Pagano)